# 下間仁田
下間仁田（しもまにた）は、群馬県安中市の地名。郵便番号は379-0122。面積は2.38km2(2010年現在)。

## 地理
碓氷川右岸の南方に東西に長く広がる台地を古くから「横野」といい、この台地上に位置する。台地の北部分を「上間仁田」、南部分を「下間仁田」と称した。

## 歴史
江戸時代頃からある地名である。はじめ旗本座光寺氏領、慶長6年に幕府領、寛永10年に旗本真田氏領、承応2年に幕府領と旗本真田2氏の相給、宝永7年に旗本曽根氏、真田2氏の相給、享保2年に旗本松平氏、曽根氏の相給、同14年から幕府領と旗本松平氏、曽根氏の相給だった。

### 年表
- 1889年4月1日 町村制施行により、下間仁田村は中野谷村、鷺宮村、上間仁田村と合併して東横野村が成立する。
- 1955年3月1日 東横野村は、（旧）安中町、秋間村、磯部町、原市町、板鼻町、岩野谷村、後閑村と合併して安中町となる。そのため、安中町下間仁田となる。
- 1958年11月1日 市制施行により、安中町は安中市となる。そのため安中市下間仁田となる。

## 世帯数と人口
2017年（平成29年）7月31日現在の世帯数と人口は以下の通りである。
| 大字     | 世帯数  | 人口  |
| -------- | ------- | ----- |
| 下間仁田 | 199世帯 | 473人 |

## 教育
市立小・中学校に通う場合、学区は以下の通りとなる。
| 番地 | 小学校               | 中学校             |
| ---- | -------------------- | ------------------ |
| 全域 | 安中市立東横野小学校 | 安中市立第一中学校 |

## 交通

### 鉄道
同町に鉄道駅はない。

### 道路
国道は通っていない。県道は群馬県道212号安中富岡線が通っている。

## 施設
- 圓明寺

## 避難所
指定緊急避難場所
- 第17区後小峰公会堂 (避難スペースが狭小である。)[6]
- 上耕地公会堂

指定避難所
町内に安中市から指定された避難所は無いため、東横野地区の別の町の避難所に避難することとなる。